# Ponte dei Dardanelli
Il ponte sullo stretto dei Dardanelli (in turco: Çanakkale Boğazı Köprüsü), il cui nome ufficiale è Ponte della battaglia di Gallipoli del 1915 (in turco: Çanakkale 1915 Köprüsü) è un ponte sospeso costruito tra le città di Gallipoli e Lapseki, nella provincia di Çanakkale in Turchia. Inaugurato il 18 marzo 2022, è il più grande ponte della Turchia e con i suoi 2023 metri di luce tra le due torri, il ponte sospeso più lungo del mondo, superando di 32 metri il Ponte dello stretto di Akashi in Giappone.

## Descrizione

Il logo del ponte

Il ponte fa parte di un ampio piano di sviluppo infrastrutturale fortemente voluto da Recep Tayyip Erdoğan e chiamato Vision 2023; scopo del programma è realizzare entro il primo centenario della Turchia moderna una serie di grandi opere infrastrutturali (tra cui il Ponte di Yavuz Sultan Selim) per collegare più agevolmente la parte europea della Turchia con quella asiatica, supportando così lo sviluppo economico del Paese. L'opera costituisce il perno dell'autostrada Kınalı-Balıkesir, collegamento viario di 321 km che connette Istanbul con Balıkesir, unendo così la Tracia con la penisola anatolica. L'infrastruttura rende possibile un agevole attraversamento del braccio di mare in soli 10 minuti di macchina, a differenza dei 90 minuti di traghetto precedenti.
La lunghezza totale del ponte è di oltre 5000 metri; le torri del ponte, sommerse per 37 metri sul fondo dello stretto, si elevano fino a un'altezza di 318 metri, mentre il piano del traffico, la cui larghezza è di 36 metri, passa a circa 70 metri di altezza sul livello del mare, consentendo così il transito alle navi di taglia Suezmax. Per la costruzione sono state utilizzate circa 180.000 tonnellate di acciaio. Il costo del pedaggio previsto per l'attraversamento del ponte ammonta (nel 2020) a 200 Lire turche. Essendo costruito in una zona in cui si verificano di frequente terremoti, il ponte è stato realizzato con innovativi criteri antisismici.
Il 13 novembre 2021, alla presenza del presidente turco Recep Tayyip Erdoğan, è stato assemblato l'ultimo segmento del ponte. La sua apertura è avvenuta il 18 marzo 2022 con una manifestazione in pompa magna.

## Simbologie
Dietro al progetto e alla costruzione del ponte si cela un complesso di dati e numeri simbolici per la Turchia moderna: il nome ufficiale del ponte commemora la campagna di Gallipoli, vinta dall'esercito ottomano guidato da Mustafa Kemal Atatürk, il 18 marzo del 1915. Proprio il 18 marzo 2017, in occasione quindi del 102º anniversario della battaglia, è avvenuto l'inizio dei lavori del ponte, la cui inaugurazione è avvenuta sempre il 18 marzo 2022. Anche le misure delle torri non sono casuali: la loro altezza di 318 m vuole commemorare proprio la data della battaglia (18 marzo), mentre la loro luce di 2023 m vuole celebrare l'anniversario del primo secolo della Repubblica turca, che è avvenuta proprio nel 2023.

## Curiosità
Non si tratta dell'unico ponte al mondo che commemora la campagna di Gallipoli. L'ANZAC Bridge di Sydney infatti commemora i soldati dello schieramento opposto, quello australiano e neozelandese dell'ANZAC.

## Galleria d'immagini

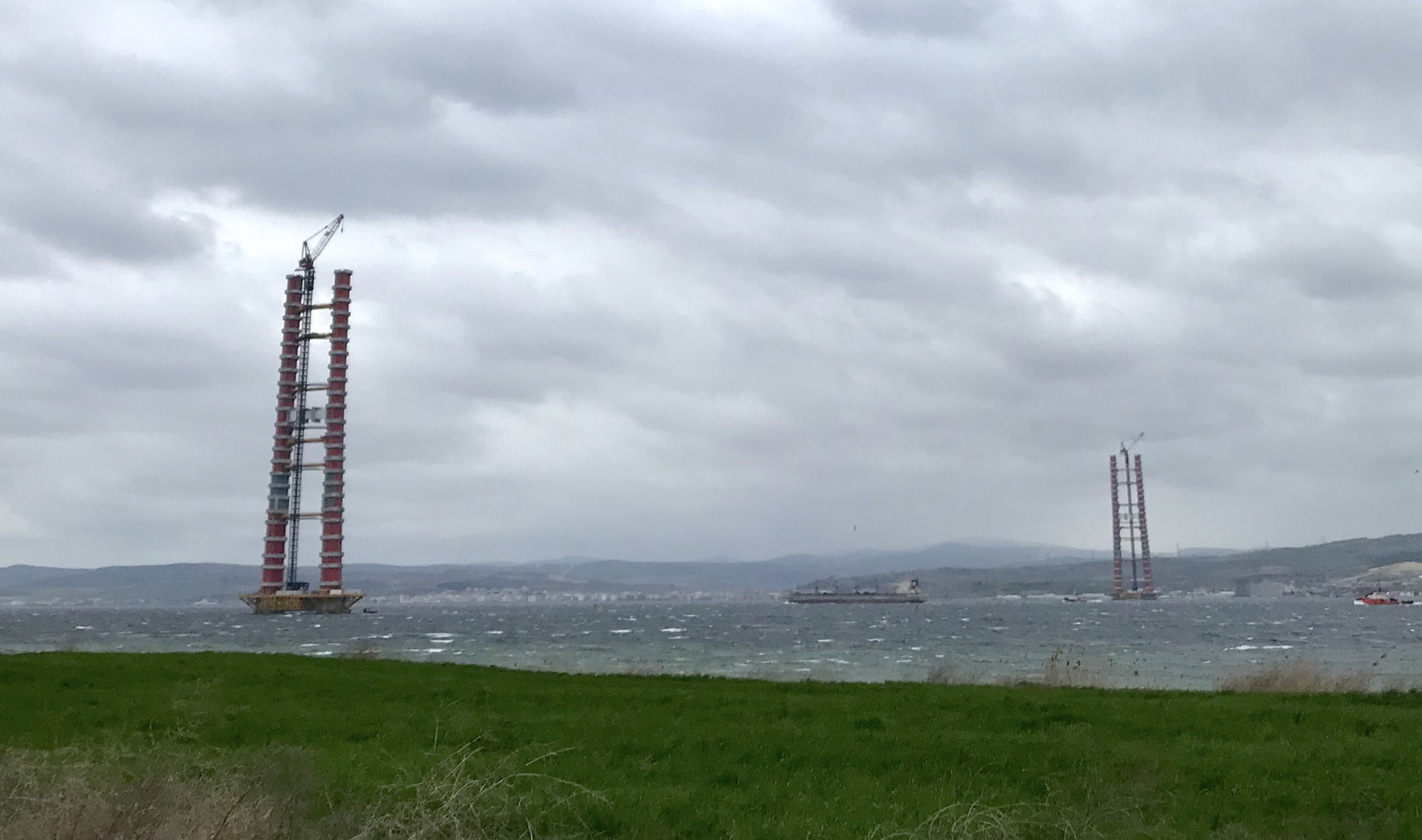
La costruzione dei piloni a marzo 2020
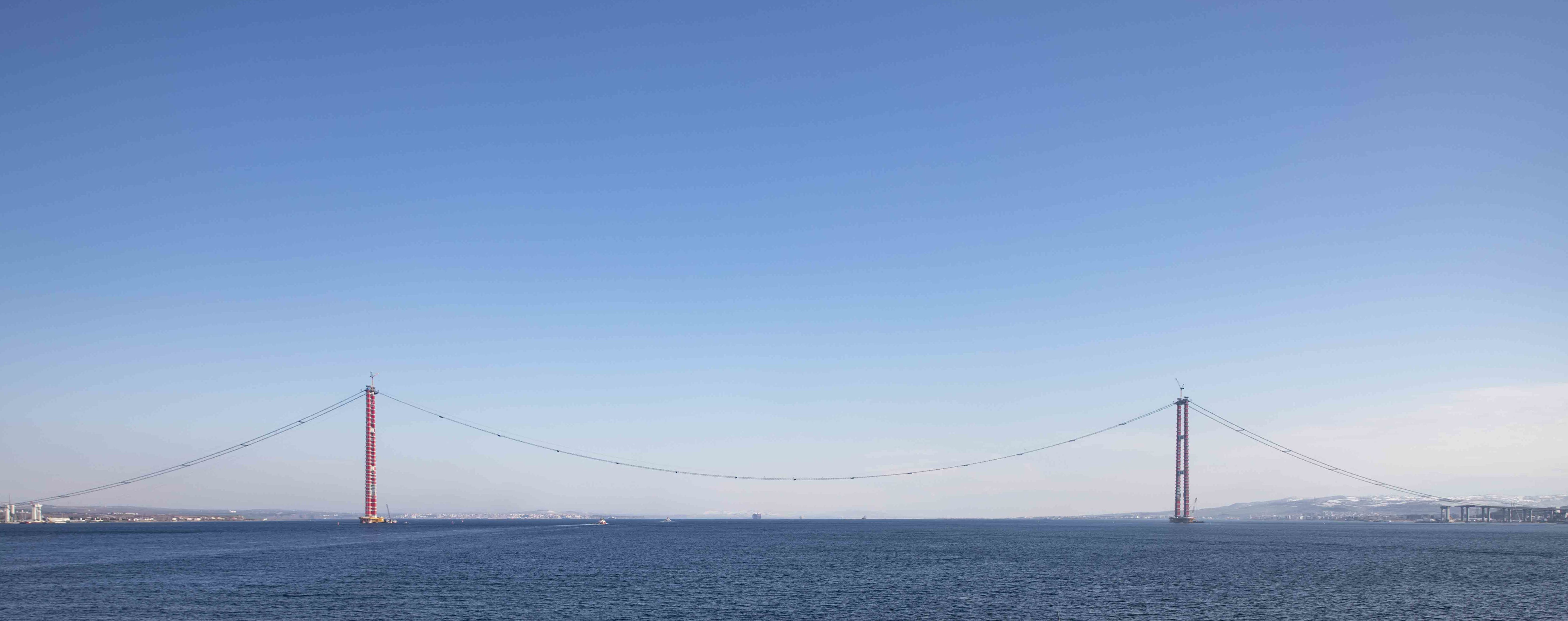
La costruzione del ponte a gennaio 2021
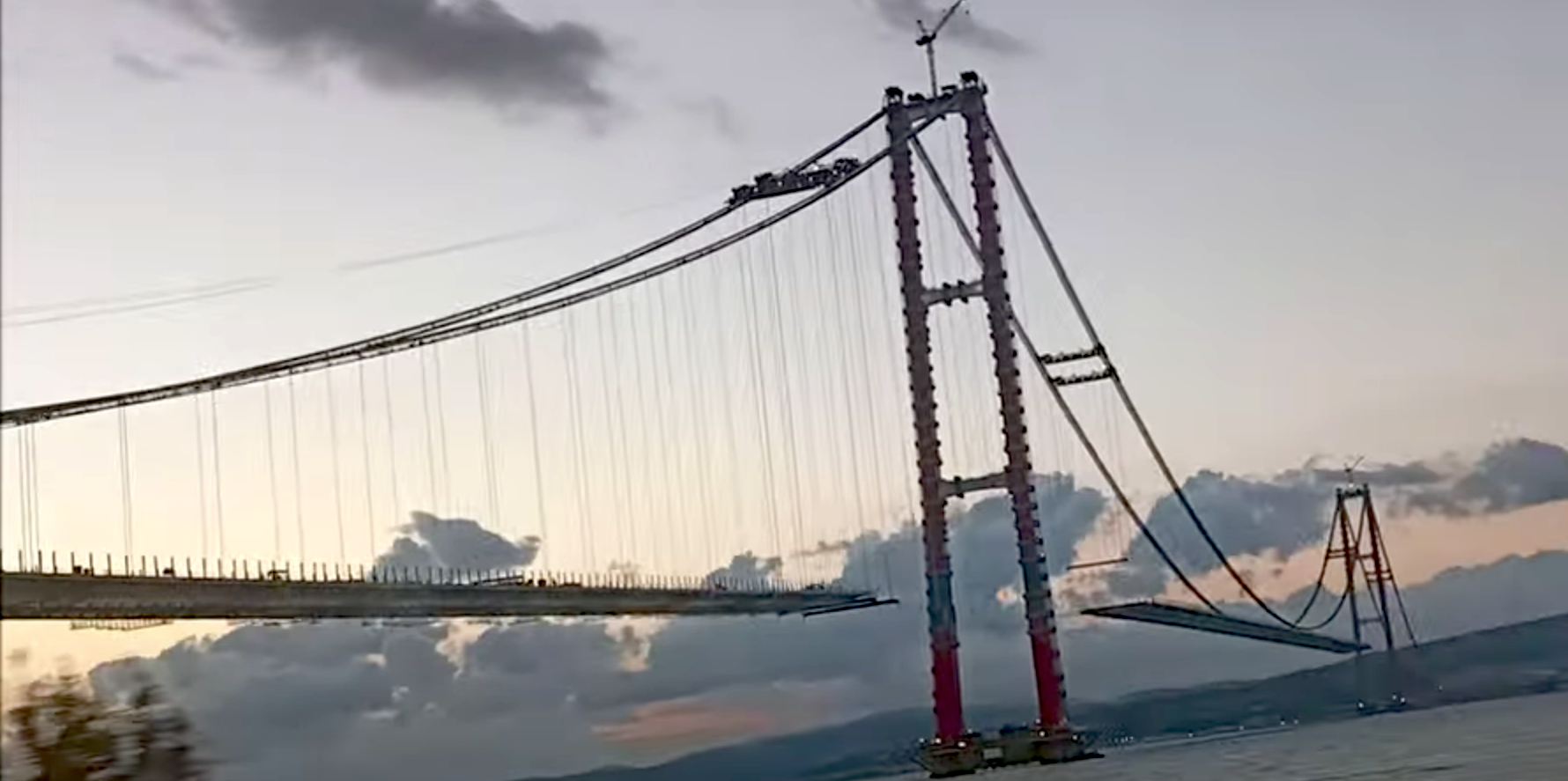
La costruzione del ponte a ottobre 2021
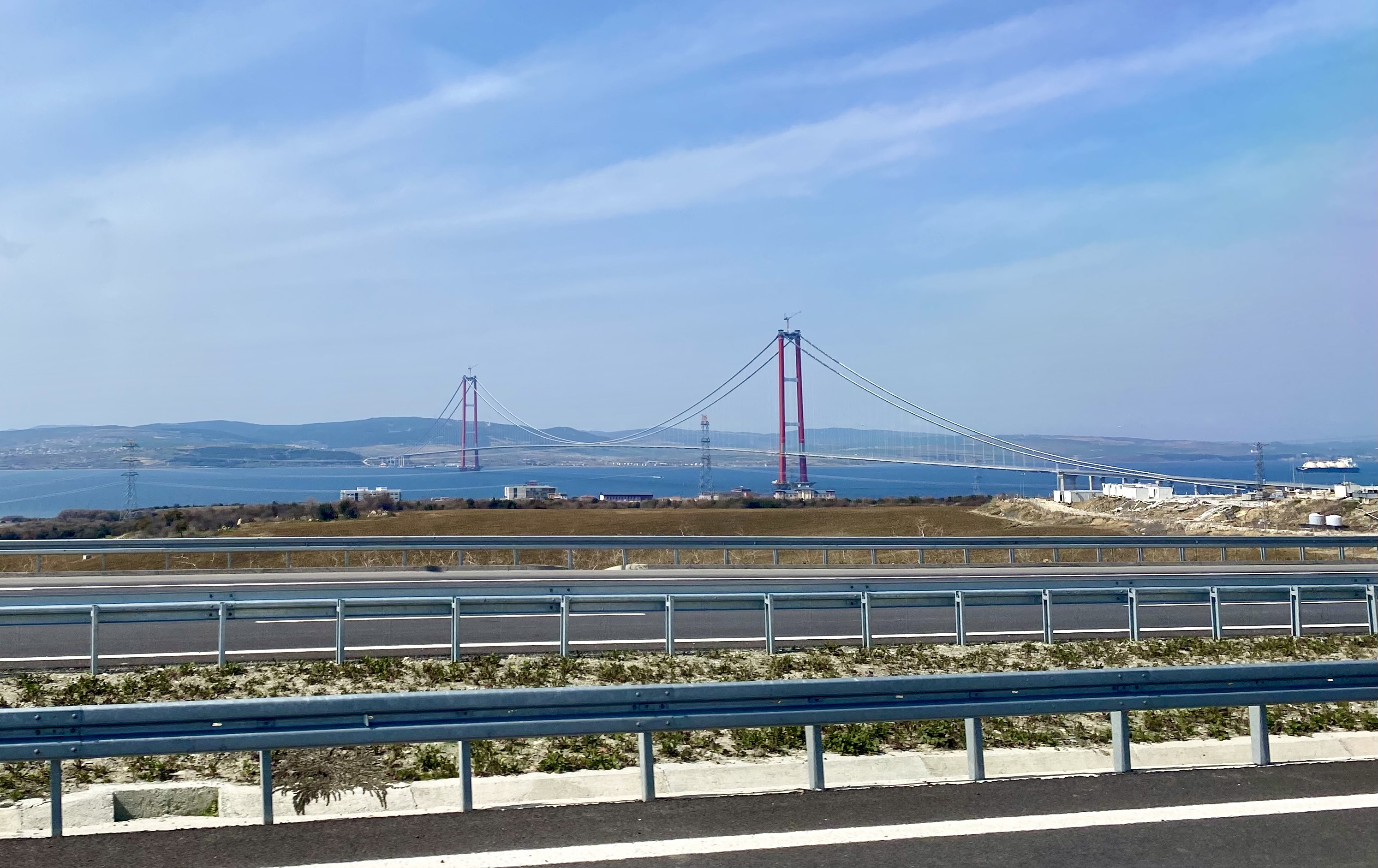
Veduta del ponte a marzo 2022
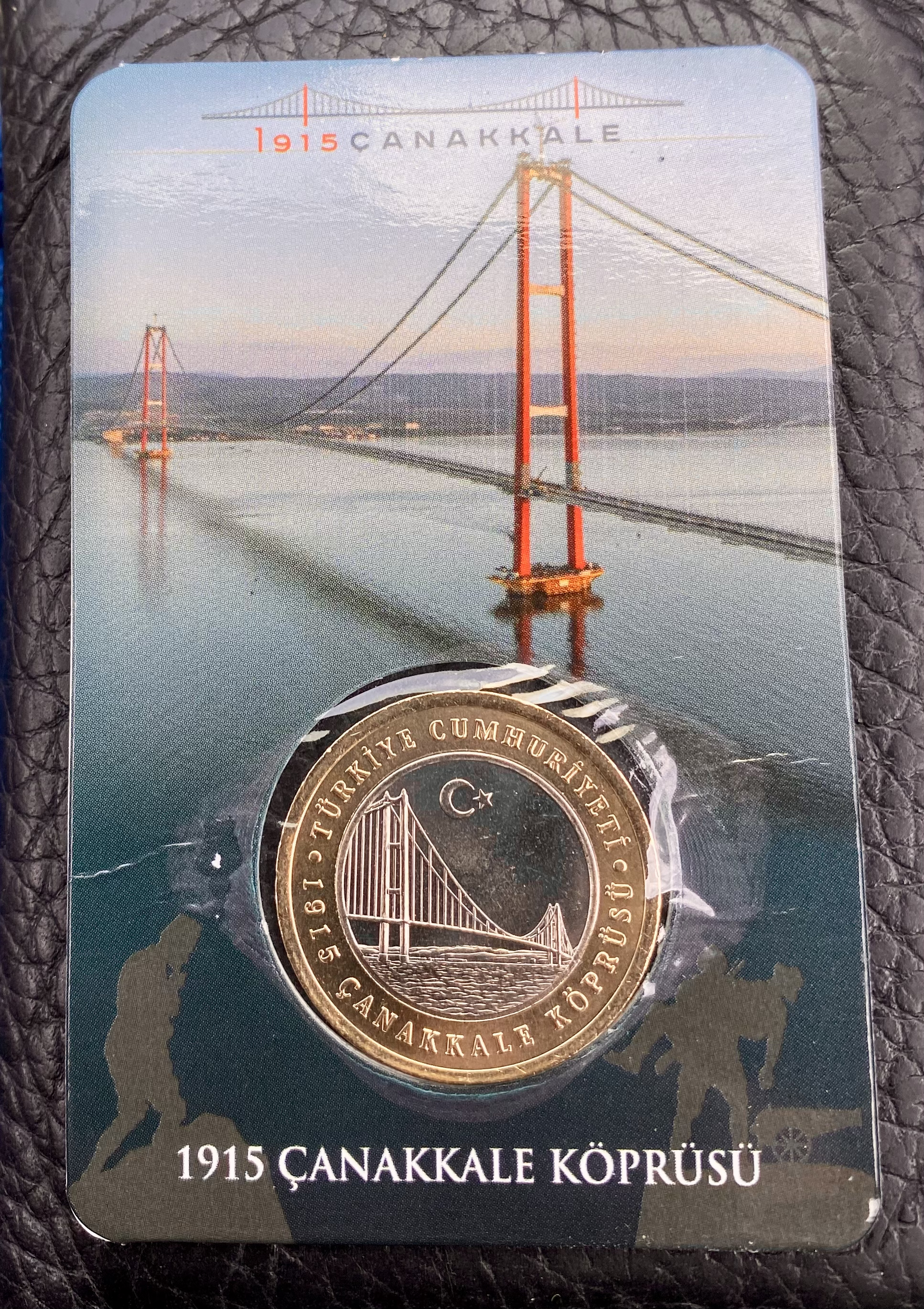
La moneta commemorativa da 1 lira turca coniata per l'inaugurazione del ponte
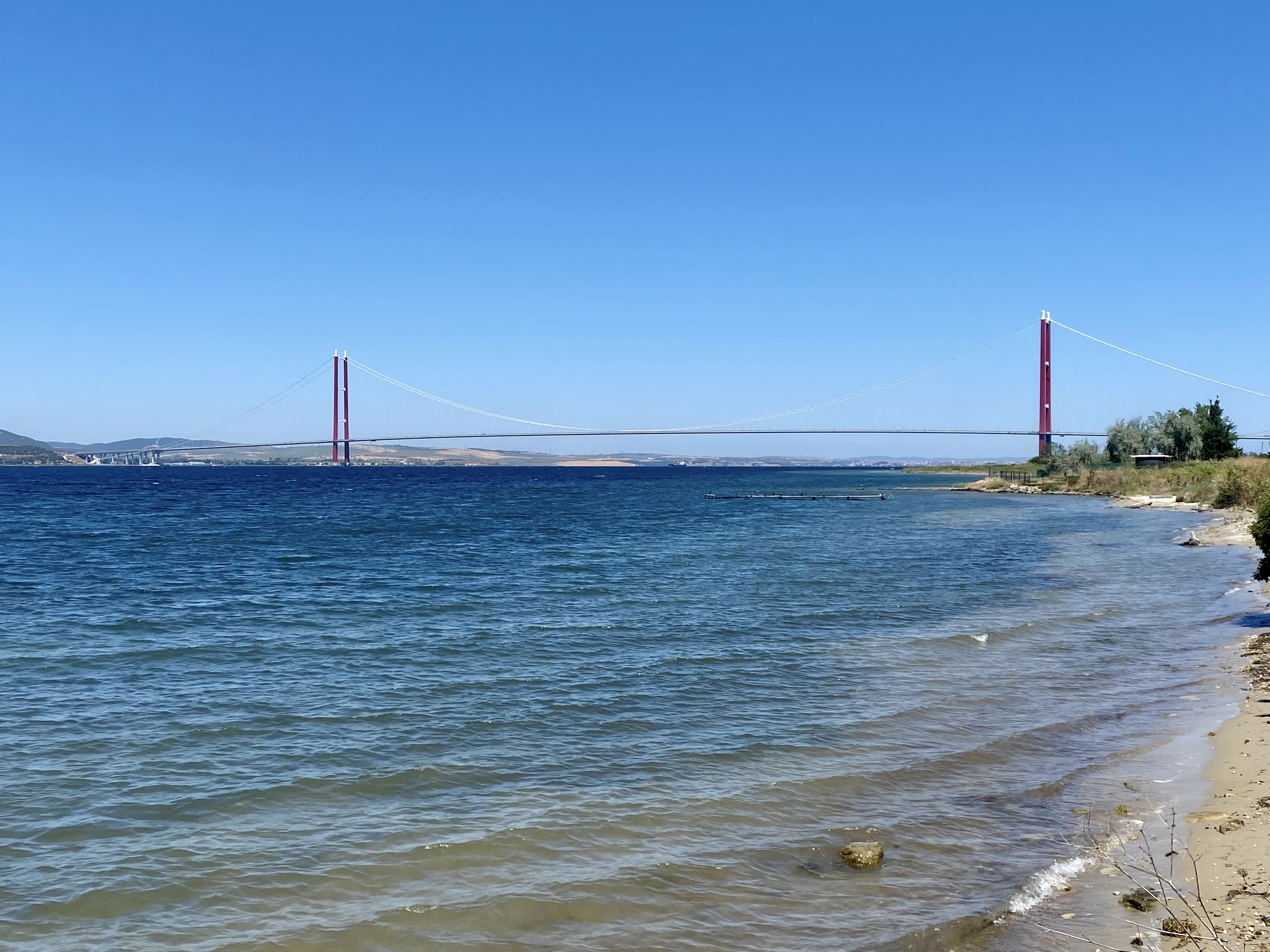
Il ponte a luglio 2023